# Lista de deputados estaduais de Pernambuco da 11.ª legislatura
Essa é uma lista de deputados estaduais de Pernambuco eleitos para o período 1987-1991.

## Composição das bancadas
| Partido | Líder                    | Bancada | Posição      |
| ------- | ------------------------ | ------- | ------------ |
| PMDB    | Roberto Fontes           | 19 / 49 | Governo      |
| PFL     | José Mendonça Filho      | 18 / 49 | Oposição     |
| PDT     | Murilo Paraíso           | 6 / 49  | Independente |
| PMB     | Adalberto Farias         | 3 / 49  | Governo      |
| PDC     | Manoel Ferreira da Silva | 2 / 49  | Oposição     |
| PDS     | Garibaldi Bezerra Gurgel | 1 / 49  | Oposição     |

## Deputados estaduais
| Deputados estaduais eleitos             | Partido | Votação | Cidade onde nasceu      | Unidade federativa |
| Adalberto Farias Cabral                 | PMB     | 12.067  | Surubim                 | Pernambuco         |
| Ademir Barbosa da Cunha                 | PDC     | 15.022  | Paulista                | Pernambuco         |
| Adolfo José da Silva                    | PDT     | 8.622   | Olinda                  | Pernambuco         |
| Álvaro Silva Ribeiro                    | PMDB    | 12.387  | Recife                  | Pernambuco         |
| Antônio Mariano de Brito                | PFL     | 21.651  | Afogados da Ingazeira   | Pernambuco         |
| Argemiro Pereira de Menezes             | PFL     | 15.862  | Serra Talhada           | Pernambuco         |
| Arthur Correia de Oliveira              | PFL     | 25.982  | Limoeiro                | Pernambuco         |
| Carlos Lapa                             | PDT     | 10.237  | Recife                  | Pernambuco         |
| Carlos Porto de Barros                  | PFL     | 16.216  | Canhotinho              | Pernambuco         |
| Roberto Fontes                          | PMDB    | 14.988  | Caruaru                 | Pernambuco         |
| Clodoaldo da Silva Torres Filho         | PMDB    | 14.400  | Bom Jardim              | Pernambuco         |
| Fausto Valença de Freitas               | PFL     | 15.069  | Igarassu                | Pernambuco         |
| Felipe Coelho                           | PFL     | 29.196  | Ouricuri                | Pernambuco         |
| Francisco Cintra Galvão                 | PMDB    | 23.422  | Belo Jardim             | Pernambuco         |
| Garibaldi Bezerra Gurgel                | PDS     | 19.032  | Palmares                | Pernambuco         |
| Geraldo de Souza Coelho                 | PFL     | 20.987  | Petrolina               | Pernambuco         |
| Geraldo Pinho Alves Filho               | PMDB    | 29.088  | Paulista                | Pernambuco         |
| Gilvan Coriolano da Silva               | PMDB    | 11.861  | Serra Talhada           | Pernambuco         |
| Henrique José Queiroz Costa             | PFL     | 19.116  | Recife                  | Pernambuco         |
| Inaldo Ivo Lima                         | PMDB    | 14.311  | Angelim                 | Pernambuco         |
| Ivo Tinô do Amaral                      | PFL     | 14.783  | Lajedo                  | Pernambuco         |
| João Ferreira Lima Filho                | PMDB    | 15.705  | Recife                  | Pernambuco         |
| João Ramos Coelho                       | PDT     | 77.924  | Recife                  | Pernambuco         |
| Joel de Holanda Cordeiro                | PFL     | 17.278  | Arcoverde               | Pernambuco         |
| José Aglailson Queralvares              | PFL     | 28.414  | Vitória de Santo Antão  | Pernambuco         |
| José Liberato Barroso                   | PFL     | 15.828  | Aracati                 | Ceará              |
| Jose Áureo Rodrigues Bradley            | PMDB    | 13.178  | Arcoverde               | Pernambuco         |
| José Geraldo da Mota Barbosa            | PFL     | 21.612  | Surubim                 | Pernambuco         |
| José Humberto de Moura Cavalcanti Filho | PMDB    | 16.916  | Limoeiro                | Pernambuco         |
| José Humberto Lacerda Barradas          | PMDB    | 13.926  | Recife                  | Pernambuco         |
| José Mendonça Filho                     | PFL     | 19.805  | Recife                  | Pernambuco         |
| Manoel Alves de Souza                   | PMB     | 12.166  | São Lourenço da Mata    | Pernambuco         |
| Manoel Ferreira da Silva                | PDC     | 20.856  | Jaboatão dos Guararapes | Pernambuco         |
| Manoel Ramos de Almeida                 | PFL     | 26.172  | Panelas                 | Pernambuco         |
| Manoel Tenório Luna                     | PMDB    | 11.563  | Garanhuns               | Pernambuco         |
| Marcus Antônio Soares da Cunha          | PMDB    | 18.747  | Bezerros                | Pernambuco         |
| Maria Lúcia Heráclio de Souza Lima      | PMDB    | 19.886  | Abreu e Lima            | Pernambuco         |
| Maviael Francisco de Moraes Cavalcanti  | PFL     | 22.334  | Macaparana              | Pernambuco         |
| Murilo Carneiro Leão Paraíso            | PDT     | 8.142   | Recife                  | Pernambuco         |
| Newton D'Emery Carneiro                 | PMDB    | 15.122  | Palmares                | Pernambuco         |
| Osvaldo Rabelo                          | PFL     | 30.219  | Goiana                  | Pernambuco         |
| Paulo Bezerra Leite de Araújo           | PMDB    | 14.874  | Ipojuca                 | Pernambuco         |
| Paulo Pessoa Guerra Filho               | PMDB    | 14.259  | Recife                  | Pernambuco         |
| Pedro Eurico de Barros e Silva          | PMDB    | 13.014  | Recife                  | Pernambuco         |
| Ranilson Brandão Ramos                  | PMDB    | 23.177  | Orocó                   | Pernambuco         |
| Roldão Joaquim dos Santos               | PDT     | 16.746  | São Joaquim do Monte    | Pernambuco         |
| Severino de Almeida Filho               | PMB     | 12.221  | Santa Maria do Cambucá  | Pernambuco         |
| Sérgio Guerra                           | PDT     | 9.899   | Recife                  | Pernambuco         |
| Vital Cavalcanti Novaes                 | PFL     | 21.037  | Escada                  | Pernambuco         |